# Tuba (Benguet)
Pour les articles homonymes, voir Tuba.
Tuba est une municipalité de la province de Benguet.
On compte 13 barangays :
- Ansagan
- Camp One
- Camp 3
- Camp 4
- Nangalisan
- Poblacion
- San Pascual
- Tabaan Norte
- Tabaan Sur
- Tadiangan
- Taloy Norte
- Taloy Sur
- Twin Peaks